# Station Sarlat
Station Sarlat is een spoorwegstation in de Franse gemeente Sarlat-la-Canéda. 
In 1882 werd het treinstation geopend.